# Michel Seuphor
Michel Seuphor (Anversa, 10 marzo 1901 – Parigi, 12 febbraio 1999) è stato un critico d'arte, storico dell'arte, pittore e poeta belga naturalizzato francese.

## Biografia
Il suo vero nome era Ferdinand Louis Berckelaers: Seuphor è l'anagramma di Orpheus.
A vent'anni, nel 1921, fonda nella natia Anversa la rivista Het Overzicht.
Nel 1925 si trasferisce a Parigi. Qui, nel 1930, con Joaquín Torres García,  fonda il movimento Cercle et Carré, che raccoglie artisti di diversa provenienza, accomunati da una sostanziale adesione all'astrattismo. Il gruppo, che diede vita all'omonima rivista, nacque sotto l'influenza della corrente De Stijl del pittore olandese Piet Mondrian, che aderì al movimento.
Alla prima uscita pubblica, nella mostra del 1930 presso la Galerie 23, parteciparono oltre allo stesso Piet Mondrian,  il pittore alsaziano Jean Arp di ascendenza surrealista e la moglie, la svizzera Sophie Taeuber; inoltre il normanno Fernand Léger, il tedesco Kurt Schwitters, il russo Wassily Kandinsky, l'architetto e pittore Le Corbusier, e il costruttivista russo Anton Pevsner.
Al movimento si aggrega anche lo scultore belga Georges Vantongerloo già cofondatore del movimento olandese De Stijl; sarà proprio lui, nel febbraio del 1931, a dare vita al più famoso gruppo Abstraction-Création, che raccoglierà l'eredità ideale di Cercle et Carré nella promozione dell'astrattismo.
Intanto Seuphor nel 1931 si era allontanato da Parigi per motivi di salute. Vi tornerà solo nel 1938.
Qui organizzerà altre importanti mostre: Les Premiers Maîtres de l'Art Abstrait nel 1949, 50 ans d'Art Abstrait nel 1958, Construction and Geometry Painting nel 1959 e la grande retrospettiva su Mondrian al Musée de l'Orangerie sempre nel 1959.
Nel 1954 acquisisce la cittadinanza francese. Dagli anni cinquanta in poi si dedicherà soprattutto all'attività di storico dell'arte del Novecento e in particolare dell'arte astratta. In questa veste firmerà testi fondamentali tra i quali L'Art abstrait, ses origines, ses premiers maîtres nel 1949, il  Dictionnaire de la Peinture abstraite del 1957 e Sculpture de ce siècle del 1959. A partire dal 1971 inizierà la pubblicazione di una storia dell'arte astratta in cinque volumi.

## Pubblicazioni essenziali
in edizione originale
- L'Art abstrait, ses origines, ses premiers maîtres, Paris, Maeght, 1949.
- Piet Mondrian, Life and Work, New York, 1956
- Dictionnaire de la peinture abstraite. Précédé d'une histoire de la peinture abstraite, Paris, Fernand Hazan, 1957.
- La Sculpture de ce siècle, Editions du Griffon, Neuchatel/Suisse 1959.
- La peinture abstraite, sa genèse, son expansion, Flammarion, Paris, 1962.
- Le style et le cri. Quatorze essais sur l'art de ce siècle, Paris, 1965.
- Michel Seuphor e Michel Ragon,  L'Art abstrait, Paris, Maeght, 1971-1972.

in traduzione italiana
- Piet Mondrian: la vita e l'opera, Il saggiatore, Milano, 1962.
- Pittori astratti, Il saggiatore, Milano, 1962.